# Осуждённый за недостаток веры
«Осуждённый за недостаток веры» (исп. El condenado por desconfiado) — пьеса испанского драматурга Тирсо де Молины, которую относят к циклу философско-религиозных драм. Была написана не позже 1625 года, опубликована в 1635 году.
Пьеса построена на контрасте между отшельником Пауло и разбойником Энрико. Последний много грешил, но при этом сохранил способность каяться, тогда как Пауло, ведущий благочестивую жизнь, разуверился в боге. Характеры персонажей остались без детальной психологической разработки, ими движет философская идея. Истоки этого сюжета литературоведы находят в легенде о брамине и охотнике, впервые рассказанной в «Махабхарате».
Исследователи видят в «Осуждённом за недостаток веры» проявление основных противоречий испанского «золотого века», в котором сочетались идеалы Позднего Возрождения и Контрреформации. Испанский историк литературы Америко Кастро назвал «Осуждённого» «одной из наиболее выразительных пьес нашего театра».